# Liste der Einträge im National Register of Historic Places im Emmet County (Iowa)

Lage des Emmet County in Iowa

Die Liste der Einträge im National Register of Historic Places im Emmet County in Iowa führt die Bauwerke und historischen Stätten im Emmet County auf, die in das National Register of Historic Places aufgenommen wurden.

## Legende
| NRHP | Historic Place    |
| HD   | Historic District |

| [ 2 ] | Name                                        | Bild                                        | Eintragsdatum        | Lage                                                                                       | Ort                   | Beschreibung                                                       |
| ----- | ------------------------------------------- | ------------------------------------------- | -------------------- | ------------------------------------------------------------------------------------------ | --------------------- | ------------------------------------------------------------------ |
| 1     | Brugjeld-Peterson Family Farmstead District | Brugjeld-Peterson Family Farmstead District | 2000 ID-Nr. 00000326 | 2349 450th Avenue 43° 18′ 17″ N, 94° 42′ 2″ W                                              | Wallingford           | 1870 eingerichtete Farm                                            |
| 2     | Ellsworth Ranch Bridge                      | Ellsworth Ranch Bridge                      | 1998 ID-Nr. 98000869 | Brücke der 130th Street über den East Fork Des Moines River 43° 27′ 35″ N, 94° 34′ 48,8″ W | östlich von Dolliver  | 1895 errichtete Fachwerkbrücke; seit 2007 für den Verkehr gesperrt |
| 3     | Thomsen Round Barn                          |                                             | 1986 ID-Nr. 86001426 | 205th Street 43° 20′ 46″ N, 94° 29′ 52″ W                                                  | südlich von Armstrong | 1911–1912 errichtete Rundscheune                                   |